# Metale ciężkie
Metale ciężkie – nieprecyzyjne pojęcie określające różnie definiowany zbiór metali i półmetali charakteryzujących się dużą gęstością, często także właściwościami toksycznymi. W rozmaitych publikacjach spotkać można znacząco różniące się wartości graniczne gęstości, powyżej których dany pierwiastek uznawany jest za metal ciężki: 3,5, 4, 4,5, 5, 6 i 7 g/cm³. Istnieje również szereg definicji opartych na liczbie atomowej – np. metale i półmetale o liczbie atomowej większej od 11 (sód) lub 20 (wapń) lub liczbie masowej. Istnieją również definicje oparte na wybranych własnościach chemicznych, np. liczbie akceptorowej (kwasowość Lewisa) oraz definicje zbudowane na podstawie zakresu zastosowań, obejmujące np. przydatność do wyrobu amunicji strzeleckiej lub osłon zatrzymujących promieniowanie jonizujące.

## Definicje oparte na toksyczności
W paranaukach zbliżonych do biologii i medycyny termin metale ciężkie jest na ogół używany w odniesieniu do pierwiastków używanych w przemyśle i jednocześnie odznaczających się toksycznością dla człowieka lub środowiska. Do metali ciężkich zaliczane bywają metale (np. rtęć, ołów, kadm, chrom, nikiel, miedź, cynk, bizmut), półmetale (np. arsen, tellur), a nawet niemetale (selen).

### Zatrucia metalami ciężkimi
Toksyczne działanie powyższych metali wiąże się m.in. ze zdolnością do kumulacji w organizmie, w tym w kościach, nerkach, i mózgu. Ich sole oraz tlenki mogą być przyczyną groźnych zatruć ostrych i przewlekłych, chorób układu krążenia, układu nerwowego, nerek, chorób nowotworowych. Część metali ciężkich nie wchłania się do organizmu w postaci pierwiastkowej.
Zatrucia metalami ciężkimi notuje się szczególnie wśród pracowników określonej gałęzi przemysłu, co powoduje liczne choroby zawodowe, np. ołowicę w wytwórniach bieli ołowiowej. Zatrucia wywołane są też spożywaniem pokarmów zanieczyszczonych związkami metali, np. rtęcica.